# Principato di Monaco all'Eurovision Song Contest
Il Principato di Monaco ha partecipato all'Eurovision Song Contest per la prima volta nel 1959. La sua presenza è stata ininterrotta fino al 1979 quando cessò di partecipare. Ritornò dal 2004 al 2006 con scarsi risultati.
Il Principato ha vinto la manifestazione una sola volta, nel 1971, con Séverine e il brano Un banc, un arbre, une rue. Il principato di Monaco è inoltre l'unico paese vincitore a non aver mai ospitato la manifestazione: come consuetudine, avrebbe dovuto organizzarlo nel 1972 ma, non avendo le risorse e le strutture adeguate, dopo aver chiesto un sostegno alla tv francese decise di rimettere il mandato in mano all’UER. L’organizzazione alla fine sarebbe stata affidata alla tv britannica BBC, dopo che anche le tv di Spagna e Germania (paesi classificati al secondo e terzo posto) si erano rifiutate di organizzare l’evento.
La sua ultima partecipazione risale al 2006. Negli anni seguenti, la tv monegasca ha preferito non partecipare perché, non avendo paesi vicini che lo votano, per il principato è impossibile qualificarsi per la finale.

## Partecipazioni
- Primo posto
- Secondo posto
- Terzo posto
- Ultimo posto

| Anno                                    | Artista                          | Canzone                              | Lingua              | Posizione       | Posizione       | Posizione         | Posizione         |
| Anno                                    | Artista                          | Canzone                              | Lingua              | Finale          | Punti           | Semi              | Punti             |
| --------------------------------------- | -------------------------------- | ------------------------------------ | ------------------- | --------------- | --------------- | ----------------- | ----------------- |
| 1959                                    | Jacques Pils                     | Mon ami Pierrot                      | Francese            | 11º             | 1               | Niente semifinali | Niente semifinali |
| 1960                                    | François Deguelt                 | Ce soir-là                           | Francese            | 3º              | 15              | Niente semifinali | Niente semifinali |
| 1961                                    | Colette Deréal                   | Allons, allons les enfants           | Francese            | 10º             | 6               | Niente semifinali | Niente semifinali |
| 1962                                    | François Deguelt                 | Dis rien                             | Francese            | 2º              | 13              | Niente semifinali | Niente semifinali |
| 1963                                    | Françoise Hardy                  | L'amour s'en va                      | Francese            | 5º              | 25              | Niente semifinali | Niente semifinali |
| 1964                                    | Romuald                          | Où sont-elles passées                | Francese            | 3º              | 15              | Niente semifinali | Niente semifinali |
| 1965                                    | Marjorie Noël                    | Va dire à l'amour                    | Francese            | 9º              | 7               | Niente semifinali | Niente semifinali |
| 1966                                    | Téréza                           | Bien plus fort                       | Francese            | 17º             | 0               | Niente semifinali | Niente semifinali |
| 1967                                    | Minouche Barelli                 | Boum Badaboum                        | Francese            | 5º              | 10              | Niente semifinali | Niente semifinali |
| 1968                                    | Line & Willy                     | À chacun sa chanson                  | Francese            | 7º              | 8               | Niente semifinali | Niente semifinali |
| 1969                                    | Jean Jacques                     | Maman maman                          | Francese            | 6º              | 11              | Niente semifinali | Niente semifinali |
| 1970                                    | Dominique Dussault               | Marlène                              | Francese            | 8º              | 5               | Niente semifinali | Niente semifinali |
| 1971                                    | Séverine                         | Un banc, un arbre, une rue           | Francese            | 1º              | 128             | Niente semifinali | Niente semifinali |
| 1972                                    | Peter McLane & Anne-Marie Godart | Comme on s'aime                      | Francese            | 16º             | 65              | Niente semifinali | Niente semifinali |
| 1973                                    | Marie                            | Un train qui part                    | Francese            | 8º              | 85              | Niente semifinali | Niente semifinali |
| 1974                                    | Romuald                          | Celui qui reste et celui qui s'en va | Francese            | 4º              | 14              | Niente semifinali | Niente semifinali |
| 1975                                    | Sophie                           | Une chanson c'est une lettre         | Francese            | 13º             | 22              | Niente semifinali | Niente semifinali |
| 1976                                    | Mary Christy                     | Toi, la musique et moi               | Francese            | 3º              | 93              | Niente semifinali | Niente semifinali |
| 1977                                    | Michèle Torr                     | Une petite française                 | Francese            | 4º              | 96              | Niente semifinali | Niente semifinali |
| 1978                                    | Caline & Olivier Toussaint       | Les jardins de Monaco                | Francese            | 4º              | 107             | Niente semifinali | Niente semifinali |
| 1979                                    | Laurent Vaguener                 | Notre vie c'est la musique           | Francese            | 16º             | 12              | Niente semifinali | Niente semifinali |
| Nessuna partecipazione dal 1980 al 2003 |                                  |                                      |                     |                 |                 |                   |                   |
| 2004                                    | Maryon                           | Notre planète                        | Francese            | Non qualificato | Non qualificato | 19º               | 10                |
| 2005                                    | Lise Darly                       | Tout de moi                          | Francese            | Non qualificato | Non qualificato | 24º               | 22                |
| 2006                                    | Séverine Ferrer                  | La coco-dance                        | Francese, tahitiano | Non qualificato | Non qualificato | 21º               | 14                |
| Nessuna partecipazione dal 2007 al 2025 |                                  |                                      |                     |                 |                 |                   |                   |

## Statistiche di voto
Fino al 2006, le statistiche di voto del Principato di Monaco sono:
| # | Stato       | Punti |
| - | ----------- | ----- |
| 1 | Francia     | 99    |
| 2 | Regno Unito | 79    |
| 3 | Germania    | 59    |
| 4 | Italia      | 55    |
| 5 | Spagna      | 54    |

| # | Stato       | Punti |
| - | ----------- | ----- |
| 1 | Germania    | 56    |
| 1 | Italia      | 56    |
| 3 | Regno Unito | 55    |
| 4 | Svezia      | 47    |
| 5 | Paesi Bassi | 46    |

| # | Stato           | Punti |
| - | --------------- | ----- |
| 1 | Francia         | 99    |
| 2 | Regno Unito     | 79    |
| 3 | Germania        | 59    |
| 4 | Italia          | 55    |
| 5 | Spagna Svizzera | 54    |

| # | Stato       | Punti |
| - | ----------- | ----- |
| 1 | Francia     | 60    |
| 2 | Italia      | 56    |
| 2 | Germania    | 56    |
| 4 | Regno Unito | 55    |
| 5 | Svezia      | 47    |